# Afghanodon mustersi
Afghanodon mustersi är en groddjursart som först beskrevs av Smith 1940.  Afghanodon mustersi är ensam i släktet Afghanodon som ingår i familjen vinkelsalamandrar. Inga underarter finns listade i Catalogue of Life.
Denna salamander förekommer i bergstrakter i Afghanistan. Arten lever endast i vattendrag som mynnar i floden Paghman. Utbredningsområdet ligger i provinsen Kabul lite väster om Afghanistans huvudstad. Exemplar hittades mellan 2440 och 3750 meter över havet. Individerna vistas hela livet i vattnet. De håller sig till pölar som blir kvar under torra perioder. Denna salamander gömmer sig ofta under platta stenar. Honor lägger 15 till 25 ägg vid samma plats. Kanske sker äggläggningen på flera ställen vid samma tillfälle. Intill vattendragen förekommer buskar och annan låg växtlighet men inga träd.
Enligt olika studier ökade vattnets temperatur på grund av betesdjur som åt växtligheten vid vattendragens kant. En hög vattentemperatur medför populationens avtagande. Personer och betesdjur som korsar vattendragen är en störande faktor. Troligtvis försämras situationen ifall fördämningar byggs. IUCN kategoriserar arten globalt som akut hotad.